# North Olmsted
North Olmsted és una població dels Estats Units a l'estat d'Ohio. Segons el cens del 2000 tenia 34.113 habitants.

## Demografia
Segons el cens del 2000, North Olmsted tenia 34.113 habitants, 13.517 habitatges, i 9.367 famílies. La densitat de població era de 1.132,5 habitants/km².
Dels 13.517 habitatges en un 29,6% hi vivien nens de menys de 18 anys, en un 57,4% hi vivien parelles casades, en un 8,6% dones solteres, i en un 30,7% no eren unitats familiars. En el 26,5% dels habitatges hi vivien persones soles el 9,9% de les quals corresponia a persones de 65 anys o més que vivien soles. El nombre mitjà de persones vivint en cada habitatge era de 2,5 i el nombre mitjà de persones que vivien en cada família era de 3,07.
Per edats la població es repartia de la següent manera: un 23,7% tenia menys de 18 anys, un 7,3% entre 18 i 24, un 27,6% entre 25 i 44, un 26,5% de 45 a 60 i un 15% 65 anys o més.
L'edat mediana era de 40 anys. Per cada 100 dones de 18 o més anys hi havia 89,7 homes.
La renda mediana per habitatge era de 52.542 $ i la renda mediana per família de 62.422 $. Els homes tenien una renda mediana de 45.908 $ mentre que les dones 30.600 $. La renda per capita de la població era de 24.329 $. Aproximadament el 2,8% de les famílies i el 4,1% de la població estaven per davall del llindar de pobresa.

## Poblacions més properes
El següent diagrama mostra les poblacions més properes.